# Yenisöğüt
Yenisöğüt ist ein Dorf im Landkreis Ovacık der türkischen Provinz Tunceli. Im Jahre 2011 lebten in Yenisöğüt 24 Menschen.